# Pierre de Rémusat
Pour les autres membres de la famille, voir Famille Rémusat.
Pierre-Charles-Joseph de Rémusat (19 janvier 1864 à Paris - 13 août 1946 à Lafitte-Vigordane) est un homme politique français.

## Biographie
Fils du comte Paul de Rémusat, Pierre de Remusat fut député de la Haute-Garonne de 1892 à 1898.

## Sources
- « Pierre de Rémusat », dans le Dictionnaire des parlementaires français (1889-1940), sous la direction de Jean Jolly, PUF, 1960 [détail de l’édition]